# 쿠틀레리아

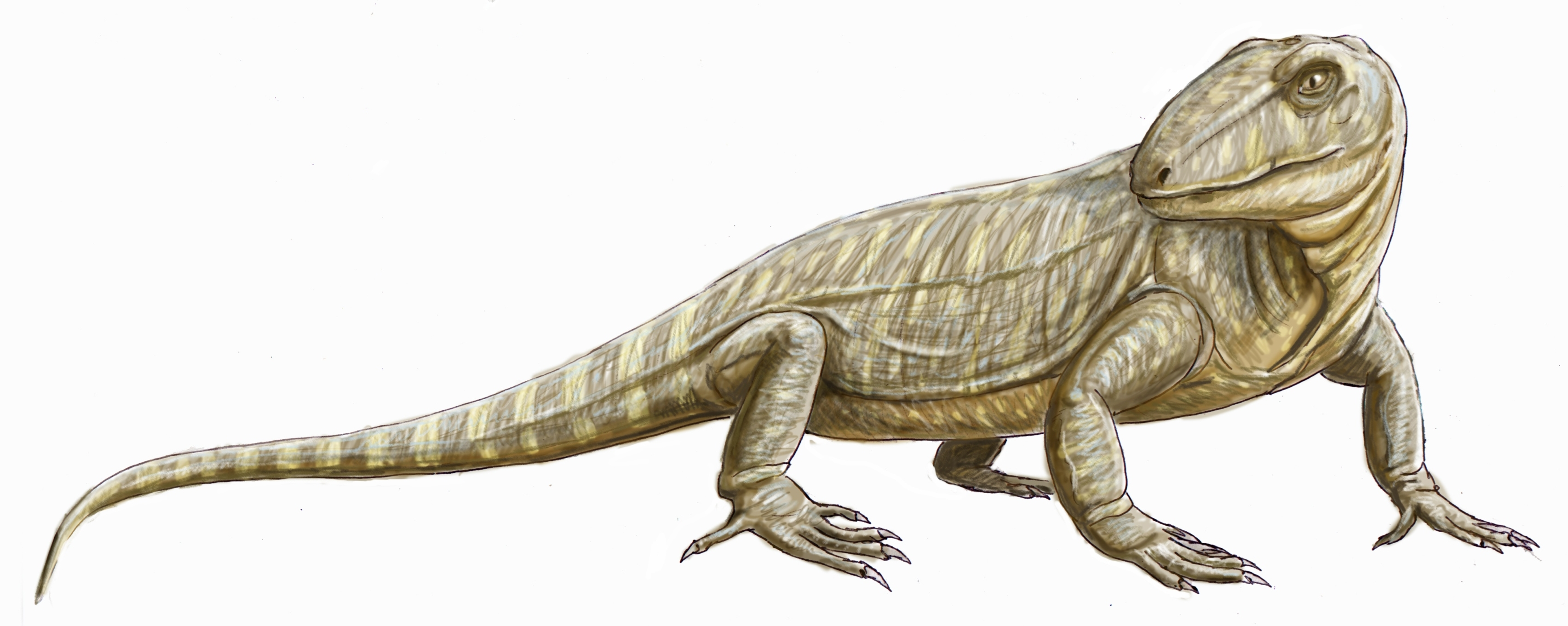

쿠틀레리아(학명:Cutleria wilmarthi)는 반룡목 스페나코돈과에 속하는 도마뱀이다. 지금은 멸종된 종으로서 전체적인 몸길이가 2~3m인 거대한 도마뱀이다.

## 특징
쿠틀레리아는 미국 콜로라도주의 초기 페름기(사크마리아기)에서 유래한 줄기-스페나코돈티드의 멸종된 속이다. 그것은 쿠틀레리아 윌마티라는 단일 종을 포함하고 있다. 커틀레리아는 완모형 표본 USNM 22099에서만 알려져 있다. 완벽한 두개골과 관절 부분 두개골격(척추 기둥, 갈비뼈 및 몇 개의 거들 및 사지 요소 포함이다.)이 3차원적으로 보존되어 있다. 커리 결합층에서 콜로라도주 산 미구엘 카운티(마을)의 플래서빌 근처의 지역 3에서 수집되었으며 시수아리안 시리즈의 사크마리안 단계로 거슬러 올라간다. MCZ 2987은 연단 끝과 형식 국소(국소 11-13)에서 2.5km 떨어진 곳에서 채취한 일부분의 치아로서 루이스와 본(1965)에 의해서 원래 쿠틀레리아 윌마티로 불렸다. 미셀 로랭(1993년과 1994년)에 의한 스피나코돈트의 재설명은 그것이 어떤 명명된 스피나코돈속에도 속할 수가 없다는 것을 밝혀냈다. 톱니도 톱니 없이 절삭날개를 가지고 있지만 더 구근형이며 측면으로 강하게 압축되지 않고 원위쪽으로 구부러지지 않다. MCZ 2987은 매우 단편적이고 충분한 진단 기능이 없기 때문에 새로운 속은 확립되지 않았다. 쿠틀레리아는 합토두스 바예와 합토두스 롱기카우다타(현재의 팔래오하테리아에 속한다.)와의 유사성에 기초하여 루이스와 본에 의하여 합토두스아과로 지정되었다. 커리(1977)는 북미에서 온 두 번째 합토돈틴인 합토두스 가넷텐시스를 묘사했다. 1979년에 그는 쿠틀레리아 윌마티뿐만 아니라 모든 유럽 합토돈과 합토두스 바예를 동의어로 삼았다.이후 로린(1993년과 1994년)은 합토돈아과가 기저 스피나코돈트의 다계급을 나타내는 것으로 간주하고 다른 속과 종들 사이에서 커틀레리아를 재검증했다. 그의 수정은 그 이후로 받아들여졌다. 쿠틀레리아를 포함한 세 가지 계통학적인 분석만이 있었다. 라우린(1994년)과 프로비스츠 등(2011년)은 쿠틀레리아를 스페나코돈과의 자매 분류군으로 회복시켰으며 벤슨(언론에서 나온 것을 가르킨다.)의 상당히 큰 분석에서는 가장 기초적인 스페나코돈아과로 회복했다. 벤슨은(언론에서 발표된 것을 가르킨다.) 쿠틀레리아와 더 파생된 스페나코돈티드의 세 가지 시나포모형을 열거했다. 그들의 전면은 두정골의 2.5배 이상(1994년에 로린에 의해 지적됐다.), 강한 후향 경사진 관자 지붕(세코돈토사우루스에는 없다.), 그리고 첫 번째 1/3의 근위 끝을 덮는 가로 중심골이다. 원위부 목수그러나 커틀레리아를 물떼새과 바깥에 물떼새과(Therapsida + 물떼새과)의 자매 분류군으로 두는 데는 한 단계만 더 걸리면 되었다. 그래서 현재에는 벤슨(2012) 이후의 다른 시냅시드 중에 쿠틀레리아의 계통발생학적 위치가 나와 있다. 쿠틀레리아는 1965년에 조지 에드워드 루이스와 피터 폴 본에 의해 처음 기술되고 명명되었으며 모식종은 커틀레리아 윌마티이다. 총칭은 완모형이 발견된 커틀러 층의 이름에서 유래했다. 종명은 완모형을 발견한 윌마스를 기리는 것이다. 쿠틀레리아는 스페나코돈과에 속하는 도마뱀이지만 등에 체온을 조절하는 기능을 하는 돛이 없는 특징도 가지고 있다. 먹이로는 당대에 서식했던 곤충, 절지동물, 무척추동물들을 주로 잡아먹고 살았을 육식성의 도마뱀으로 추정되는 종이다.

## 생존시기와 서식지와 화석의 발견
쿠틀레리아가 생존했었던 시기는 고생대의 페름기로서 지금으로부터 2억 9000만년전~2억 4500만년전에 생존했었던 종이다. 생존했었던 시기에는 북아메리카를 중심으로 하여 당시에 존재했었던 초원, 산림에서 주로 서식했었던 도마뱀이다. 화석의 발견은 1965년에 미국 콜로라도주의 페름기에 형성된 지층에서 미국의 고생물학자인 조지 에드워드 루이스와 피터 폴 본에 의하여 처음으로 화석이 발견되어 새롭게 명명된 종이다.